# Correbia negrona
Correbia negrona là một loài bướm đêm thuộc phân họ Arctiinae, họ Erebidae.